# Akihiro Nagashima
Akihiro Nagashima (永島 昭浩, Nagashima Akihiro) est un footballeur japonais né le 9 avril 1964 dans la préfecture de Hyogo au Japon.